# Mohammad Shah Qajar
Mohammad Shah Qajar (sinh 5 tháng 1 năm 1808 - mất 5 tháng 9 năm 1848) là vị Shah (tức vua) thứ ba của triều Qajar xứ Ba Tư. Ông lên ngôi ngày 23 tháng 10 năm 1834 và trị quốc trong gần 14 năm thì ông mất, ông mất vào ngày 5 tháng 9 năm 1848 lúc mới 40 tuổi tại Tehran.
Trong thời kỳ của ông đã chứng kiến sự phát triển mạnh mẽ của giáo phái Bábism. Cũng vào thời kỳ của ông, Biểu tượng con Sư tử đực và ánh Mặt trời bình minh ở phía sau, cùng với các nền đỏ, trắng và xanh đã tạo thành một lá cờ của Ba Tư và triều Qajar thời đó.

## Lên ngôi
Ban đầu, ông là con trai của Abbas Mirza, người đang là thái tử chờ nối ngôi của Fath Ali Shah Qajar. Nhưng năm 1833, Abbas Mirza đột nhiên qua đời, ngay khi cha ông mất thì ông nội ông Fath Ali Shah Qajar đã lập ông lên trở thành người kế vị tiếp theo. Một năm sau, ông ta qua đời, Mohammad đương nhiên là người được chọn nhưng ông đã bị một người chú của mình là Ali Mirza cướp ngôi. Nhưng sau đó, khi Ali Mirza ở ngôi nhưng không được công nhận trong suốt 40 ngày thì bị một giám thần trung cận của Mohammad là Mirza Abolghasem phế truất và Mohammad lên được ngai vàng.